# Himalayasalangaan
De Himalayasalangaan (Aerodramus brevirostris; synoniem: Collocalia brevirostris) is een vogel uit de familie Apodidae (gierzwaluwen).

## Verspreiding en leefgebied
Deze soort komt voor van noordoostelijk India tot het zuidelijke deel van Centraal-China en Maleisië en telt drie ondersoorten:
- A. b. brevirostris: de Himalaya, noordoostelijk India, zuidelijk China en noordelijk Myanmar.
- A. b. innominatus: van centraal China tot noordelijk Vietnam.
- A. b. rogersi: oostelijk Myanmar, noordelijk en westelijk Thailand, noordelijk Laos en noordwestelijk Vietnam.